# فرانکو گاندینی
فرانکو گاندینی (ایتالیایی: Franco Gandini؛ زادهٔ ۲۸ ژوئیهٔ ۱۹۳۶) دوچرخه‌سوار اهل ایتالیا است.
وی در مسابقات کشوری و بین‌المللی در مجموع برندهٔ ۱ مدال طلا شده‌است.